# Касько Ювеналій Семенович
Касько Ювеналій Семенович (10 грудня 1914, Суслово, Мамонтовський район, Алтайський край — 17 грудня 1995, Чернівці) — доктор медичних наук, лікар-дерматовенеролог. Відмінник охорони здоров'я, професор кафедри дерматовенерології Чернівецького медичного інституту, автор наукових праць, монографії «Туберкульоз периферичних лімфатичних вузлів і вторинна скрофулодерма».

## Життєпис
Народився в селі Суслово Мамонтовського району Алтайського краю у сім'ї українців. Батько був учителем. Його родині часто доводилось жити у різних селищах краю. У 1930 році сім'я повертається з Сибіру на рідну Україну і поселяється у селі Пасинки Шаргородського району Вінницької області.
Помер 17 грудня 1995 року в місті Чернівці.

## Роки навчання
Із 1931 по 1934 рік Касько Ювеналій навчався у Вінницькому медичному технікумі, після закінчення якого працював фельдшером райсанстанції в місті Теофіполі. Згодом три роки провчився в Одеському медичному інституті, а потім, вже напередодні війни, у 1941 році закінчив Вінницький медичний інститут. У 1946 році почав навчатися у клінічній ординатурі на кафедрі дерматовенерології Чернівецького медичного інституту. Саме на цій кафедрі він пройшов шлях від клінічного ординатора, асистента до професора, віддавши їй 43 роки невтомної праці.

## Воєнна та лікарська діяльність
Упродовж 1941–1945 рр. працював лікарем у військових госпіталях. У кінці травня 1944 року поранений Касько Ювеналій потрапив у фашистське оточення і був направлений у табір військовополонених у місті Славута. У січні 1944 року він з групою в'язнів здійснив втечу до партизанського загону. Разом з партизанами він брав участь у бойових операціях. Будучи бійцем, займався лікуванням поранених як лікар-хірург польового госпіталю. Згодом був відряджений у Кам'янець-Подільський обласний партизанський госпіталь.
Після повернення до частин Радянської армії лікар Касько Ювеналій був направлений на роботу у військово-відновлювальний центр водного транспорту Херсонської лікарні.

## Наукові дослідження
У 1952 році дослідив і захистив кандидатську дисертацію на тему «Лікування хворих на туберкульоз шкіри вітаміном В2» та отримав наукову ступінь кандидата медичних наук. У 1956 році очолив кафедру дерматовенерології Чернівецького медичного інституту. За час його завідування кафедрою клінічну ординатуру закінчили 14 лікарів, у практичну роботу лікарів-дерматологів було впроваджено 56 нових методів діагностики та лікування.
1964 року виконав ще одну докторську дисертацію на тему «Вивчення патогенезу шийного лімфаденіту та вторинної скрофулодерми в аспекті тонзилярної проблеми».
Касько Ювеналій — автор 76 наукових праць («Випадок синдрому Джіанотті-Крості», «Роль кафедри шкірних хвороб в становленні та розвитку дерматовенерології на Північній Буковині»), монографія «Туберкульоз периферичних лімфатичних вузлів і вторинна скрофулодерма».